# Arturo Arellano Fontán
Arturo Arellano Fontán (fallecido el 17 de noviembre de 1936) fue un militar español que combatió en la Guerra Civil Española.
Al comienzo de la contienda era capitán retirado, y luego pasó a integrarse en el Quinto Regimiento. En otoño de 1936 fue puesto al mando de la recién creada 4.ª Brigada Mixta. Hasta ese momento había estado al mando de un batallón del Quinto Regimiento. En noviembre la 4.ª BM fue enviada al Frente de Madrid, donde rápidamente intervino en combate en la Batalla de la Ciudad Universitaria. Durante esos combates murió Arellano, siendo sustituido por el teniente coronel Carlos Romero Jiménez.